# Pseudojuloides kaleidos
Pseudojuloides kaleidos là một loài cá biển thuộc chi Pseudojuloides trong họ Cá bàng chài. Loài này được mô tả lần đầu tiên vào năm 1995.

## Từ nguyên
Từ định danh kaleidos trong tiếng Hy Lạp cổ đại có nghĩa là "dáng vẻ xinh đẹp" (kalos: "xinh đẹp" + form: "hình dáng"), hàm ý đề cập đến màu sắc bắt mắt của cá đực, được ví như một ống kính vạn hoa đa sắc.

## Phân loại
P. kaleidos cùng 6 loài khác là Pseudojuloides cerasinus, Pseudojuloides polackorum, Pseudojuloides polynesica, Pseudojuloides pyrius, Pseudojuloides splendens và Pseudojuloides xanthomos cùng hợp lại với nhau tạo thành nhóm phức hợp loài P. cerasinus.

## Phạm vi phân bố và môi trường sống
P. kaleidos có phạm vi phân bố ở Đông Ấn Độ Dương. Loài này được tìm thấy tại Maldives, và từ quần đảo Andaman và Nicobar trải dài về phía nam, dọc theo bờ biển phía tây của đảo Sumatra đến khắp đảo Java và quần đảo Sunda Nhỏ.
P. kaleidos sống gần các rạn san hô trên nền đáy đá vụn, đặc biệt là ở những vùng biển có sự phát triển phong phú của tảo và thủy sinh không xương sống, độ sâu khoảng từ 5 đến 35 m.

## Mô tả
P. kaleidos có chiều dài cơ thể tối đa được ghi nhận là 10 cm. P. kaleidos là loài dị hình giới tính và có thể là một loài lưỡng tính tiền nữ.
Cá đực có màu xanh lục ở thân trên và xanh lam ở thân dưới. Có một dải sọc màu lam sáng chạy dọc theo chiều dài của thân, kề dưới là một dải sọc màu lục mờ hơn. Bên trên sọc hai sọc xanh này là một dải sọc tím nằm trên vùng lưng. Vùng lưng có màu nâu cam. Sau mắt có một vệt sọc ngắn màu vàng. Đuôi cụt, màu vàng.
Cá cái có màu hồng cam hoặc hồng phớt đỏ; trắng ở bụng và phớt vàng ở mõm; các vây màu vàng nhạt (trừ vây ngực trong suốt). Cá cái của các loài trong phức hợp P. cerasinus đều giống nhau về kiểu màu.
Số gai ở vây lưng: 9; Số tia vây ở vây lưng: 12; Số gai ở vây hậu môn: 3; Số tia vây ở vây hậu môn: 12.

## Sinh thái và hành vi
Cá con và cá cái bơi thành từng nhóm nhỏ, còn cá đực thường sống đơn độc, bơi lang thang trên các rạn san hô. Cá cái chuyển đổi giới tính thành cá đực trong vòng 1 tuần.
Loài này có thể dược đánh bắt nhằm mục đích thương mại trong buôn bán cá cảnh vì cá đực có màu sắc bắt mắt.

### Trích dẫn
- Benjamin C. Victor (2017). "Review of the Indo–Pacific Pseudojuloides cerasinus species complex with a description of two new species (Teleostei: Labridae)" (PDF). Journal of the Ocean Science Foundation. Quyển 29. tr. 11–31.